# لشکرکشی عثمانی به هرمز
لشکرکشی عثمانی به هرمز در سال ۱۵۵۲ تا ۱۵۵۴ رخ داد و طی آن یک ناوگان عثمانی به رهبری پیری رئیس و سیدی علی رئیس از بندر سوئز برای از بین بردن حضور پرتغالی‌ها از قسمت شمال غربی اقیانوس هند، و به ویژه جزیره هرمز، گسیل شدند. در پایان پرتغال در این نبرد پیروز شد و همه ناوگان عثمانی نابود شدند یا به دست پرتغالی‌ها درآمدند.

## زمینه‌چینی‌ها
عثمانی‌ها در طی جنگ ایران و عثمانی (۱۵۵۵–۱۵۳۲) توانستند مالکیت بصره را از ایران بگیرند و در پی آن بر چند نقطه کلیدی در خلیج فارس حاکم شدند. در سال ۱۵۵۰ نیز آن‌ها قطیف را اشغال کردند.
نیروهای عثمانی در لشکرکشی سال ۱۵۵۲ تا ۱۵۵۴ متشکل از ۴ گالئون، ۲۵ گالی، و ۸۵۰ سرباز بودند که از بندر سوئز گسیل شده بودند.

## محاصره مسقط و هرمز
ناوگان عثمانی در اوت ۱۵۵۲ موفق به فتح مسقط پرتغال (در عمان امروزی) شد. به زودی عثمانی‌ها از آن جا راهی هرمز شدند. آن‌ها در سپتامبر ۱۵۵۲ در محاصره هرمز به موفقیت نرسیدند.
ناوگان عثمانی در نهایت موفق به اشغال و کنترل سواحل یمن، عدن و عربستان تا شمال بصره شد تا تجارت آن‌ها با هند آسان شود و خود را به بصره، که یکی از بنادر عثمانی بود، رساندند. آن‌ها در سال ۱۵۵۹ به بحرین نیز حمله کردند که در این کار نیز ناموفق بودند.
در همین حال، در سال ۱۵۵۳ سیدی علی رئیس رهبر گسیل عثمانی علیه پرتغال در اقیانوس هند بود که در آن به موفقیت نرسید. او و گالی‌هایش در اوت ۱۵۵۴ در هنگام بازگشت از بصره به سوئز در جنگ خلیج عمان در کمین پرتغالی‌ها قرار گرفتند.